# Ніколас Голіцин
Ніколас Голіцин (англ. Nicholas Galitzine, нар. 29 вересня 1994) — британський актор.

## Ранні роки
Ніколас Голіцин народився 29 вересня 1994 року в Гаммерсміті, Лондон у сім'ї Джеффрі Голіцина, підприємця, і Лори Папаянні, американки грецького походження. Його сестра Лексі Голіцин — ілюстраторка й дизайнерка інтер'єрів. Предки Ніколаса по батьківській лінії є британцями та ніяк не пов'язані з родиною російських князів — 9 квітня 1956 року дід Ніколаса змінив своє ім'я з Едвард Ральф Александер Тір (англ. Edward Ralph Alexander Tier) на Едвард Ральф Александер Галіцин (англ. Edward Ralph Alexander Galitzine).
У віці 10 років Ніколас співав у хорі. Після закінчення середньої школи вступив до Далвічського коледжу в Лондоні, а пізніше вирушив у молодіжну театральну трупу до Плезансу в Іслінгтоні, щоб продовжити акторську кар'єру.
У дитинстві Голіцин грав у регбі та футбол, а також брав участь у змаганнях з легкої атлетики на рівні округу.

## Кар'єра
Голіцин отримав свою першу роль у фільмі «Ритм під моїми ногами» у 2014 році, знявшись разом із Люком Перрі. Він також виконав кілька пісень для оригінального саундтреку до фільму.
2017 року він зіграв у новозеландській містичній драмі «Заклинання». У фільмі «Лісовий спостерігач» він грав разом з американською акторкою, удостоєною премії Оскар, Анжелікою Г'юстон.
Голіцин був обраний на свою першу головну роль на телебаченні в драматичному серіалі жахів Netflix «Покої», а 2019 року зіграв у драматичному фільмі «Репост».
2022 року стало відомо, що Ніколас зіграє роль Принца Генрі в екранізації ЛГБТК+ роману Кейсі МакКуїстон «Червоний, Білий та Королівський Синій».

## Фільмографія

### Кіно
| Рік  | Назва                                 | Роль         | Примітки     |
| ---- | ------------------------------------- | ------------ | ------------ |
| 2014 | Ритм під моїми ногами                 | Том          |              |
| 2016 | Нерви на межі                         | Джонні       |              |
| 2016 | Чортовий красень                      | Конор        |              |
| 2017 | Заклинання                            | Соренсен     |              |
| 2019 | Репост                                | Ей Джей      |              |
| 2020 | Чаклунство: Спадщина                  | Тіммі        |              |
| 2021 | Попелюшка                             | Принц Роберт |              |
| 2022 | Пурпурові серця                       | Люк          | Головна роль |
| 2023 | Червоний, Білий та Королівський Синій | Принц Генрі  | Головна роль |
| 2024 | Думка про тебе                        | Гейс Кемпбел | Головна роль |
| 2026 | Володарі всесвіту                     | Хі-Мен       | Головна роль |

### Телебачення
| Рік  | Назва               | Оригінальна назва        | Роль           | Примітки                               |
| ---- | ------------------- | ------------------------ | -------------- | -------------------------------------- |
| 2015 | Легенди             | Legends                  | Анджело        | Епізод «The Legend of Terrence Graves» |
| 2017 | Лісовий спостерігач | The Watcher in the Woods | Марк Флемінг   | TV film                                |
| 2019 | Покої               | Chambers                 | Елліот Лефевр  | Головна роль                           |
| 2024 | Мері та Джордж      | Mary & George            | Джордж Вільєрс | Головна роль, мінісеріал               |